# Karen National Liberation Army

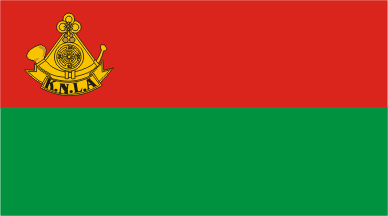
Flagge der KNLA

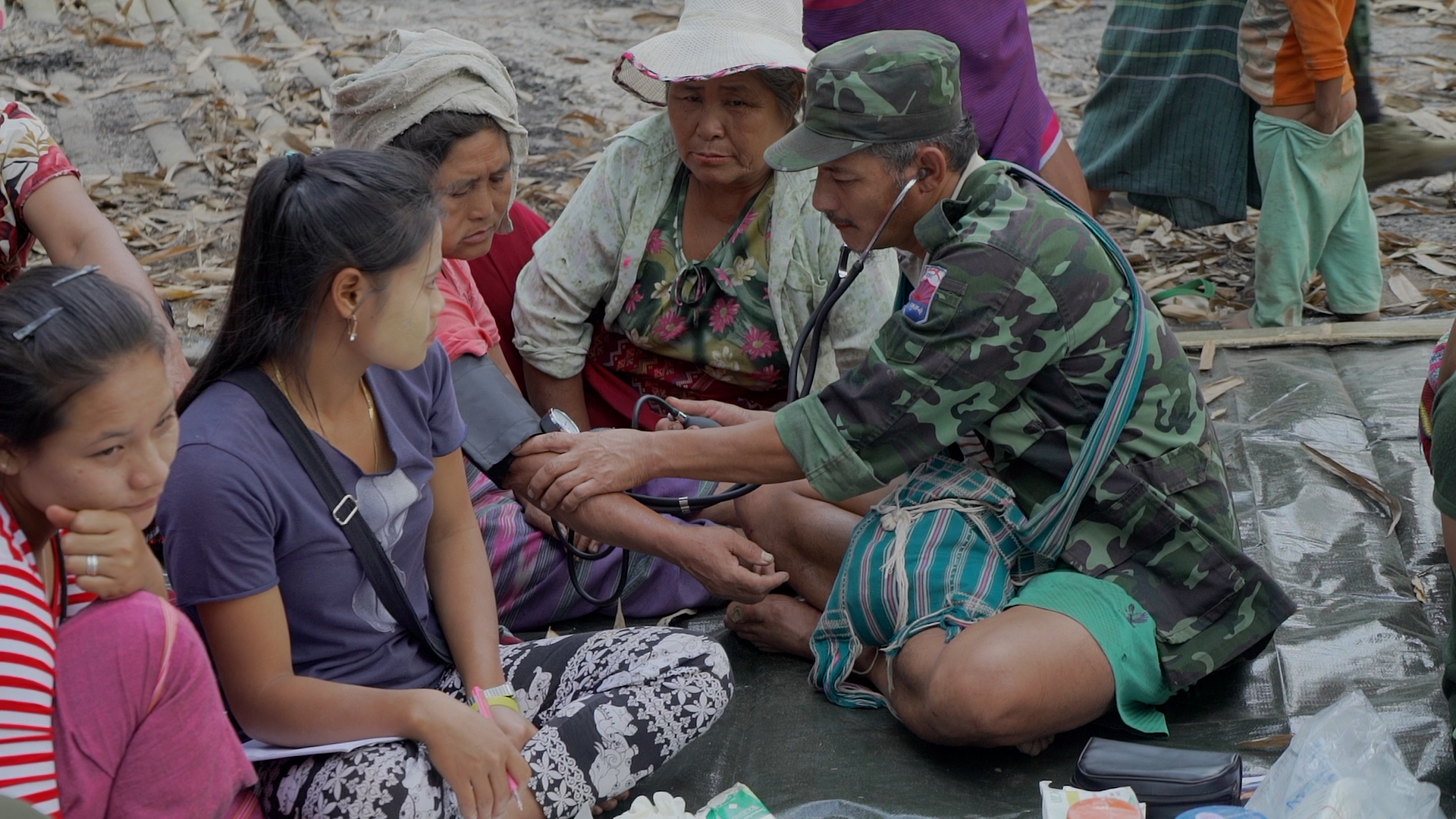
KNLA Sanitäter untersucht Flüchtlinge

Situation in Myanmar. Die von der KNLA kontrollierten Gebiete sind auf der Karte blau markiert. Gebiete mit hellblaue Farbe werden von verbündeten Karenni Gruppen gehalten. Lila Gebiete werden von den Mon gehalten. Grüne Gebiete von den PDF

Die Karen National Liberation Army, kurz KNLA, ist ein bewaffneter Arm der Karen National Union, kurz KNU, einer politischen Gruppierung in Myanmar, die einen unabhängigen Karen-Staat anstrebt. Neben der KNLA gibt es noch die Karen National Defense Organization  kurz KNDO der zweite militärische Arm der KNU. Die KNLA ist der jüngere Arm.

## Geschichte
Zum Zeitpunkt der Unabhängigkeit (1948) Myanmars, des ehemaligen Burma, von Großbritannien herrschten Spannungen zwischen der birmanischen Bevölkerungsmehrheit und der Bevölkerungsminderheit der Karen. Die Spannungen waren ein Resultat aus dem Zweiten Weltkrieg. Die Mehrheit der Birmanen stellte sich im Krieg gegen die britische Kolonialregierung und unterstützte die Japaner, z. B. durch die BIA (Birma Independence Army), die die Japaner aktiv unterstützte, während die Minderheiten, unter anderem die Karen, die britische Kolonialregierung unterstützten. Während der Kolonialzeit stellten die Minderheiten in Burma, darunter die Karen, die Mehrheit der lokalen Verteidigungskräfte unter dem Kommando der Kolonialregierung. Ein Beispiel sind die Bataillone der Karen Rifles, die auf Seiten der Alliierten gegen die Japaner kämpften. Nach der Gründung von Myanmar und der KNU liefen einige von Karen dominierte militärische Einheiten zur KNU über, z. B. die UMP (Union Military Police). Obwohl die Karen auf der Seite der Regierung gegen kommunistische Rebellen vorgegangen waren, wurden Karen-Führer im Dezember 1948 von der Unionsregierung verhaftet. Spitzenpositionen im Militär, die zuvor Karen innehatten, wurden durch ethnische Birmanen besetzt. Am 30. Januar 1948 wurde die KNDO (Karen Nation Defence Organisation) von der Regierung verboten, am 31. Januar deren Hauptquartier in Insein, einer Stadt in der Nähe der Hauptstadt Rangoon, besetzt. Parallel gingen Milizen der neuen Regierung gegen Siedlungen der Minderheiten vor. Es kam zu Massakern in von Karen dominierten Siedlungen. Dieses Vorgehen von ethnisch birmanischen Milizen führte zu einem Aufstand in von Karen dominierten Gebieten im Osten des Landes. Die KNLA begann sowohl kommunistische Rebellen als auch die Truppen der Unionsregierung und deren Anhänger zu bekämpfen.
Über viele Jahre beherrschten die KNU und KNLA die Grenzgebiete zwischen Thailand und Myanmar. Dadurch konnten sie große Einnahmen aus Zöllen aus dem Grenzverkehr erzielen. Aber seit dem Beginn der 1990er-Jahre wurde die KNLA von der myanmarischen Regierung immer mehr aus ihren Gebieten zurückgedrängt.
Erschwerend kam hinzu, dass sich 1994 eine Gruppe buddhistischer Karen von der primär christlich geführten KNU abspaltete. Die Democratic Karen Buddhist Army (Kurz DKBA) entstand, die einen Waffenstillstand mit der myanmarischen Regierung, dem Staatsrat für Frieden und Entwicklung (SPDC), vereinbarte. Durch diese Abspaltung ging der KNU ihr wichtiges Hauptquartier Manerplaw am Saluen-Fluss verloren. Aufgrund der Kenntnisse über die Verteidigungsstellungen und die Lage der Minenfelder konnten die myanmarischen Truppen Manerplaw erobern. Wenig später musste das 101. Bataillon der 7. Brigade der KNLA die im Moei liegende Halbinsel Kawmoora südlich von Shwe Kokko nach erbitterten Kämpfen räumen. Danach diente die Halbinsel dem 999. Brigade der DKBA als Hauptquartier.
Im Jahre 2004 wurde ein informeller Waffenstillstand zwischen der KNLA und der myanmarischen Militärregierung geschlossen. Diese nahm den Waffenstillstand aber nie ernst. Im Gegenteil, seit dem Waffenstillstand versuchte sie, ihre Position im Karen-Gebiet durch den Bau von Straßen und Stützpunkten auszubauen. Der mündliche Waffenstillstand wurde von Bo Mya bei einer Reise in die damalige myanmarische Hauptstadt Rangun vereinbart. Seit Oktober 2006 fühlt sich die KNLA nicht mehr an diesen gebunden, da er von der Zentralregierung zu oft gebrochen wurde. Zu dieser Zeit versuchte die 7. KNLA-Brigade einen eigenen Separatwaffenstillstand mit der myanmarischen Regierung zu verhandeln. Am 31. Januar 2007 verkündete Major General Saw Htay Maun von der 7. Brigade die Gründung der KNU/KNLA Peace Council, welche Teile der 7. Brigade umfasste.
Am 15. Oktober 2015 unterzeichneten die KNU und die KNLA einen Waffenstillstand mit der Zentralregierung. Nach dem Militärputsch im Januar 2021 kam es zu Spannungen zwischen Gruppen innerhalb der KNLA, welche den Waffenstillstand einhalten, und Gruppen, welche zusammen mit den People’s Defence Forces (Kurz PDF) den bewaffneten Kampf wieder aufnehmen wollten. Am 16. Juli 2022 trennte sich Brigade-General Nerdah Bo Mya von der KNLA und gründete eine neue Karen-Armee, die Kawthoolei Army (kurz KTLA), nachdem die KNU ihn als Kommandant der KNDO entlassen hatte. Als Grund wurde die Ermordung von 25 Zivilisten durch Truppen unter seinem Kommando angegeben. Es ist unklar, wie viele Einheiten der KNLA zu der neuen Armee überliefen. Stand 2023 arbeitet aber auch die KNLA mit den PDF zusammen und fast alle Einheiten der KNLA haben ihren bewaffneten Kampf gegen die Zentralregierung wieder aufgenommen. Doch kam es auch zu Kämpfen zwischen der KNLA und der KTLA besonders im Gebiet der 4. Brigade, obwohl sich die rivalisierenden Gruppen versuchten aus den Weg zu gehen.
Einen Monat vor der Gründung der KTLA hatte es Gespräche zwischen der Führung der KNLA, KNU und Repräsentanten der 5. Brigade der Democratic Karen Buddhist Army (kurz DKBA) gegeben. Die Teilnehmer vereinbarten unter einem gemeinsamen Namen Kawthoolei Armed Forces zu kämpfen. Große Teile der DKBA wurden 2010 in eine Border Guard Force umgewandelt, die 5. Brigade wurden aus Mitgliedern der DKBA gegründet, welche nicht in die Streitkräfte von Myanmar integriert werden wollten. Bei der Kawthoolei Army und den Kawthoolei Armed Forces handelt es sich damit um zwei getrennte bewaffnete Einheiten.
Der Karen-Konflikt ist der am längsten anhaltende Bürgerkrieg in der heutigen Zeit. Er wird vom myanmarischen Militär, Tatmadaw genannt, mit unbeschreiblicher Härte geführt. Neben den Flüchtlingen in Thailand gibt es Hunderttausende von internen Flüchtlingen in Myanmar, auch IDPs genannt.

## Stärke und Gliederung

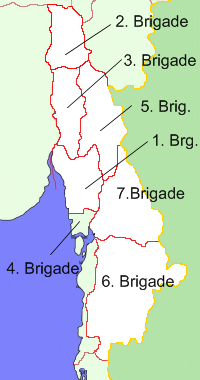
Brigaden der KNLA/KNU

Über die Stärke der KNLA gibt es die widersprüchlichsten Aussagen. Einige Quellen sprechen von 20.000 bewaffneten Anhängern, andere von 4000 bis 5000 Mann. Beim 57. „Karen Revolution Day“ war sogar von 50.000 Mann die Rede, die aber bei weitem nicht bewaffnet werden könnten.
Die KNLA gliedert sich in sieben Brigaden:
Bei den Bataillonen handelt es sich um die bekannten Infanteriebataillone. Bataillone mit dreistelliger Nummer werden als special battalion, Spezial Bataillon bezeichnet. Seit 2021 kämpfen auch
Bataillone der PDF in den Gebieten der KNLA Brigaden und unter dem Kommando der KNU. Die neuen PDF-Einheiten wurden Daw Na, Cobra Column, White Tiger Column, Red Dragon Column, White Dragon Column, Black Leopard Column, Gallon und Taung Nyo genannt und wurden vom 27. Bataillon, 6 Brigade der KNLA ausgebildet. Der Kommandeur jeder Einheit wird von der KNLA gestellt, der Stellvertreter von der NUG. Die NUG übernimmt primär administrative Aufgaben, während die KNLA die Einsatzleitung hat.
| Brigade    | KNU/KNLA                | Myanmarische Regierung   | Bataillone             | KNDO Bataillone |
| 1. Brigade | Du Tha Htu-Distrikt     | Thaton-Distrikt          | 1,2,3                  | 1               |
| 2. Brigade | Tha Ow-Distrikt         | Toungoo-Distrikt         | 4,5,6                  | 2               |
| 3. Brigade | Kler Lwee Htuu-Distrikt | Nyaunglebin-Distrikt     | 7,8,9                  | 3               |
| 4. Brigade | Mergui Tavoy-Distrikt   | Tavoy-Distrikt           | 10,11,12,203           | 4               |
| 5. Brigade | MuThraw-Distrikt        | Papun-Distrikt           | 13,14,15,102           | 5               |
| 6. Brigade | Duplaya-Distrikt        | Kya In Seik Kyi-Distrikt | 16,17,18,27,103,201    | 6,8             |
| 7. Brigade | Pa-An-Distrikt          | Pa-An-Distrikt           | 19,20,21,22,24,101,202 | 7               |

Anmerkung: Die 4. Brigade operiert nicht im Kayin-Staat, sondern im nördlichen Mon-Staat.
Am 30. Januar 2007 splitterte sich die 7. Brigade in zwei Gruppen. Rebellen aus der 7. Brigade unter Brigadegeneral Htain Maung gründeten das KNLA/Peace Council. Er hatte ohne Zustimmung der KNU-Führung Friedensverhandlungen mit dem SPDC geführt.
Eine Brigade besteht normalerweise aus 5 Bataillonen, ein Bataillon aus 4 Kompanien und eine Kompanie aus 3 Zügen.

## Kindersoldaten
Seit ihrer Gründung nahm die KNLA auch Personen im Alter unter 18 in ihre Reihen auf. In den 1980'zigern wurden eigene Boy Companies Jungen Kompanien aufgestellt. Diese bewährten sich aber nicht im Kampf, und die Angehörigen der Kompanien wurden an andere Kompanien verteilt. Bei den Boys handelte es sich um Jugendliche im Alter zwischen 15 und 17. Obwohl die KNU immer betonte, dass diese Kinder freiwillig der KNLA beigetreten sind, gab es doch Fälle, wo Familien gezwungen wurden, ein Kind der KNLA zur Verfügung zu stellen. 2002 änderte die KNU ihre Position im Bezug auf Kindersoldaten. Der Generalsekretär der KNU Padoh Mahn Sha Lah Phan gab im Januar 2003 bekannt, dass die Brigaden keine Personen unter 18 mehr in die Ränge aufnehmen dürften. Die KNLU Brigaden besaßen aber einen hohen Grad an Autonomie. Ob sich die Befehlshabenden an die Anweisung halten mussten, war unklar. Nachdem die Resolution 1539 des UN-Sicherheitsrates 2004 mit dem Namen Children And Armed Conflict beschlossen wurde, verpflichtete sich die KNLA dieser zu folgen. 2013 unterschrieb die KNU das Deed of Commitment for the Protection of Children. Auch gab sie zu, dass es immer noch Personen im Alter unter 18 in ihren Reihen gäbe. Diese würden aber nicht in Kampfeinsätzen eingesetzt, sondern nur in unterstützenden Funktionen eingesetzt. Besonders in abgeschnittenen Verbänden, bei denen die Überwachung schwierig sei, könnte man immer noch Kindersoldaten antreffen. Die Entscheidung würde letztendlich bei den Kommandierenden vor Ort liegen inwieweit sie Freiwillige im Alter unter 18 Jahren aufnehmen würden.